# وعاثيات
الوَعَّاثِيَات أو خنافس الزهور ذات الأجنحة الناعمة أو داسيتيدي (الاسم العلمي: Melyridae)، فصيلة حشرات خنفسية من فيلق زوحنيات.

## التوزيع
تحتوي فصيلة خنافس الزهور ذات الأجنحة الناعمة على 520 نوعًا ضمن 58 جنسًا في أمريكا الشمالية. يوجد في أوروبا 16 جنسًا؛ ومع ذلك، فإن أكبر تنوع يوجد في الغابات الاستوائية المطيرة.